# Charlotte, Ducesă de Saxa-Meiningen
Prințesa Viktoria Elisabeth Auguste Charlotte a Prusiei, Ducesă de Saxa-Meiningen (n. 24 iulie 1860, Potsdam – d. 1 octombrie 1919, Baden-Baden), a fost cel de-al doilea copil al lui Frederic al III-lea al Germaniei și al Victoriei, Prințesă Regală. Ea era nepoata Reginei Victoria prin mama ei.

## Copilăria
În copilărie, Charlotte s-a dovedit a fi un copil agitat și nestăpânit; își rodea adesea unghiile și își rupea hainele de pe ea. Regina Victoria scria la un moment dat fiicei sale: „Spune-i Charlottei că m-am înfiorat când am auzit că își roade unghiile. Bunica nu iubește fetițele neascultătoare”. Pentru a o dezvăța de acest obicei i s-au cusut buzunarele și a fost pusă la colț cu mâinile legate la spate, dar aceste măsuri nu au avut nici un efect. Nu era o elevă silitoare; toate acestea au întristat-o pe mama ei. Bunicii ei materni—Kaiserul Wilhelm I și Regina Augusta—o iubeau, și era bună prietenă cu fratele ei mai vârstnic, viitorul împărat Wilhelm II.

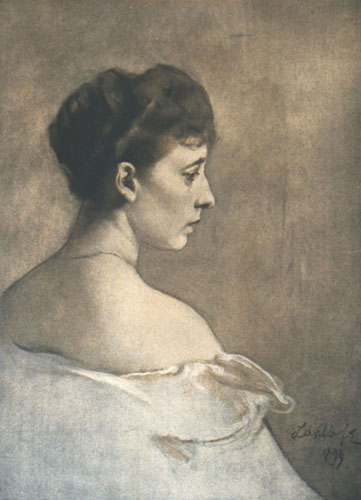
Prinţesa Charlotte a Prusiei,
Ducesă de Saxa-Meiningen
Portret de Philip Alexius de Laszlo (1899)

## Căsătoria
Charlotte s-a logodit în 1876 cu vărul ei de-al doilea, Ducele Bernhard de Saxa-Meiningen, cu care s-a căsătorit pe 12 februarie 1878, la Berlin. Ei au avut o fiică, Feodora, născută pe 12 mai 1879. După nașterea Feodorei, Charlotte s-a implicat mai mult în viața mondenă de la Berlin. Feodora era îngrijită de dădace și servitoare când nu o vizita pe mama ei la castelul Friedrichshof. Charlotte împărtășea vederile politice conservatoare ale fratelui ei mai vârstnic și ale cancelarului Bismarck, ceea ce a constituit până în cele din urmă un alt motiv de disensiune cu mama ei, care favoriza o politică mai liberală.
În 1914, Prințul Bernhard a urmat la tron, după moartea tatălui lui, devenind Ducele Bernhard al III-lea de Saxa-Meiningen. Deși devenise ducesă, ea nu se va bucura pentru multă vreme de acest titlu, căci soțul ei va abdica la sfârșitul primului război mondial.
Ea devenise foarte bolnavă între timp, și a murit pe 1 octombrie 1919, la 59 de ani. Teste medicale recente, folosind probe prelevate de la ea și de la fiica ei Feodora, care s-a sinucis în 1945, după o viață de suferință fizică, au revelat că ambele sufereau de porfirie, o boală congenitală pe care a avut-o stră-străbunicul ei matern, regele George al III-lea.

## A se vedea și
- Robert Massie, Jeffrey Finestone (1981). Last Courts of Europe: Royal Family Album, 1860-1914. Vendome Press. ISBN 0-86565-015-2.
- Packard, Jerrold (1998). Victoria's Daughters. New York: St. Martin's Press. ISBN 0-312-19562-1.
- Van der Kiste, John (2001). Kaiser Wilhelm II, Germany's Last Emperor. Phoenix Mill: Sutton Publishing Limited. ISBN 0-7509-2736-4.